# 沢田大介
沢田 大介（さわだ だいすけ）は日本の漫画家。クロエ出版の成年向け漫画雑誌「COMIC 真激」で主に活動している。
人妻と近所の男の子、女教師と男子生徒など、成熟した女性と少年の性的描写を得意としており、女性が妊娠して終わるという結末が多い。

## 主な作品リスト

### 単行本
- クリーム （ティーアイネット）
- DEEP （ティーアイネット）
- SHAKE （ティーアイネット）
- 母淫妻 （ティーアイネット）
- ママごと （クロエ出版）
- 天然交母 （クロエ出版）
- 痴女〜派 （クロエ出版）
- 羞恥肉林  (クロエ出版)